# شهر ستاره‌ها
«شهر ستاره‌ها» (به انگلیسی: City Of Stars) نام یکی از ترانه‌های فیلم لالا لند است که شعر آن توسط جاستین پائول سروده شده و موسیقی آن هم توسط جاستین هورویتز، ساخته شده‌است. آهنگ اصلی را رایان گاسلینگ در فیلم می‌خواند. شهر ستاره‌ها در هفتاد و چهارمین مراسم گلدن گلوب برنده جایزه بهترین ترانه شد و این افتخار را در اسکار نیز تکرار کرد و برنده بهترین ترانه در هشتاد و نهمین دوره جوایز اسکار شد.

## نسخه‌های مختلف

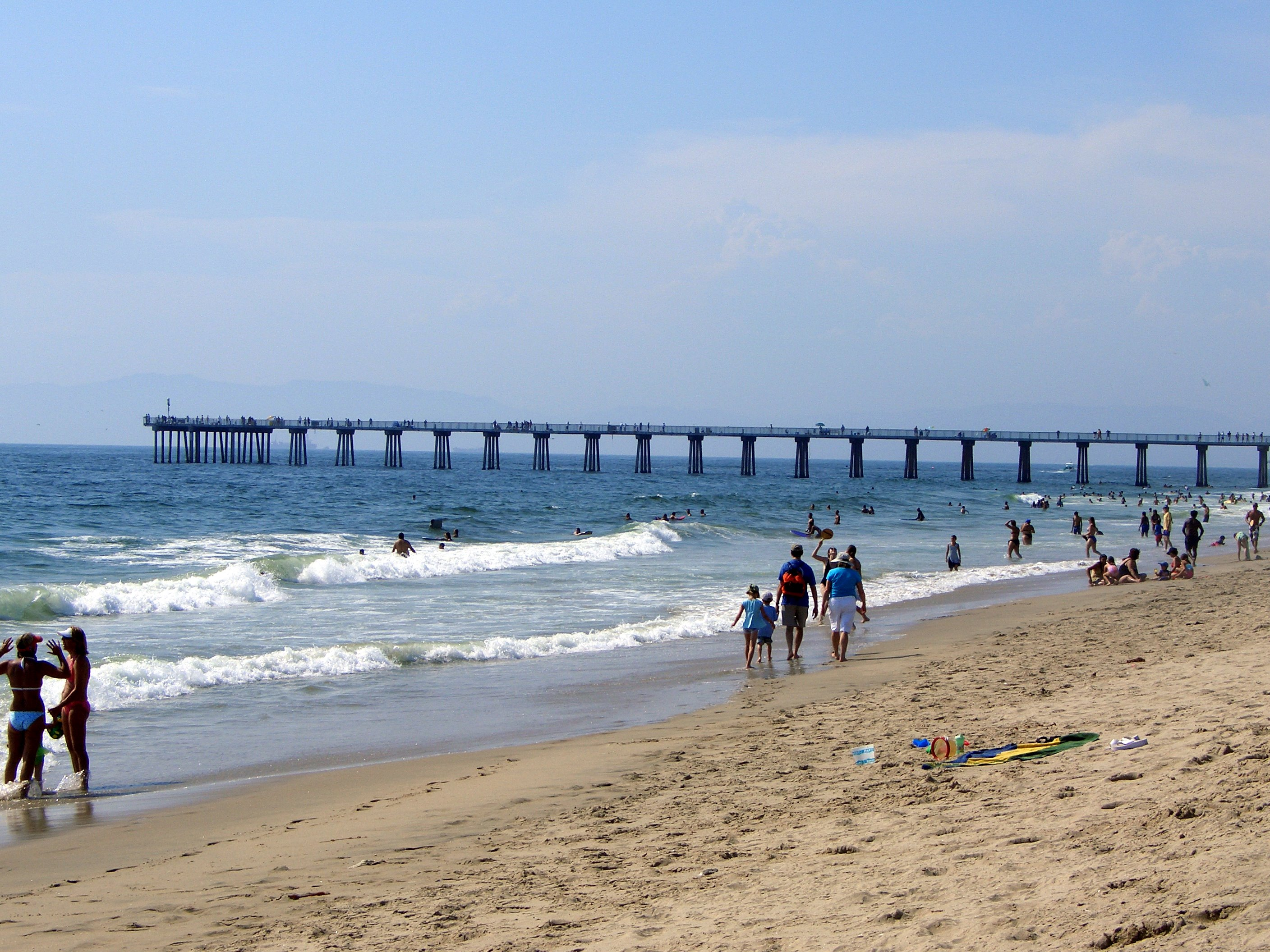
سکانس معروفی که رایان گاسلینگ به تنهایی در اسکله قدم می‌زند و آهنگ شهر ستاره‌ها را می‌خواند در این محل فیلمبرداری شده‌است.

در آلبوم موسیقی فیلم لالا لند ترانه شهر ستاره‌ها در سه نسخه عرضه شد:
- شهر ستاره‌ها - رایان گاسلینگ و اما استون

این نسخه که کامل‌ترین نسخه آهنگ می‌باشد توسط رایان گاسلینگ و اما استون در فیلم اجرا می‌شود.
- شهر ستاره‌ها - اما استون (زمزمه)

نسخه بی کلام آهنگ شهر ستاره‌ها می‌باشد. در این نسخه ترانه خوانده نمی‌شود و اما استون با صدای خویش آهنگ را به صورت وکال همراهی می‌کند.
- شهر ستاره ها-رایان گاسلینگ (اسکله)

نسخه اصلی و معروف این ترانه که به تنهایی توسط رایان گاسلینگ اجرا می‌شود. نام این ترانه (اسکله) هم اشاره به یکی از سکانس‌های معروف فیلم دارد. جایی که رایان گاسلینگ در یک اسکله به تنهایی قدم می‌زند و این آواز را می‌خواند.

## متن ترانه اصلی
شهر ستاره‌ها آیا تو فقط برای می‌درخشی؟
شهر ستاره‌ها در مقابل چشمان من ندیدنی‌ها زیاد است.
چه کسی می‌داند؟
آیا این شروع چیزی شگفت‌انگیز و جدید است؟
یا رؤیایی که باز رنگ واقعیت به خود نخواهد گرفت…